# Facelina bilineata
Facelina bilineata is een slakkensoort uit de familie van de Facelinidae. De wetenschappelijke naam van de soort is voor het eerst geldig gepubliceerd in 1998 door Hirano & Ito.